# 肥田氏
肥田氏（ひだし）は、「肥田」を氏の名とする日本の氏族。「ひだ」は斐陀、斐太、斐陁、飛騨、飛駄、肥田、比多、比田、日田などとも表記する。著名なものとしては、土岐氏庶流のものがあり、代々武家として鎌倉幕府、室町幕府を支えた後、織田信長、明智光秀、豊臣秀吉、北条氏康、徳川家康の家臣として仕え、江戸時代には旗本幕閣（長崎奉行、勘定奉行）として徳川幕府中枢を支えるとともに、尾張藩、水戸藩、高松藩の家老を輩出した。また幕末には遣米使節一行として咸臨丸で渡米するなど明治にかけても活躍し新政府の下で文明開化に貢献した。
異流も多く、美濃国土岐郡肥田を発祥とするものを含めて、大きく斐陀国造肥田宿禰・播州肥田氏・美濃肥田氏・豆州肥田氏・遠江肥田氏・比多国造比多氏などがある。また飛騨氏、飛田氏、比田氏、樋田氏、氷田氏、疋田氏、貴田氏も同族の可能性がある。なお、九州の日田氏（ひたし）は豊後大蔵氏のことであり別系統。
家紋は「土岐桔梗」「桔梗」「丸に桔梗」「片喰」「三つ柏」「丸に剣花菱」「丸に太九枚笹」「三つ盛酢漿草」などがある。
2008年（平成20年）現在、日本に1849世帯の肥田姓があり、岐阜、中京、関西圏が多いものの広く日本全国に分布している。首都圏を除き主だった地域では常滑市に87世帯(4%)、可児市48世帯(2%)、土岐市45世帯(2%)、賀茂郡42世帯(2%)、射水郡31世帯（1%)、加東市・西脇市12世帯となっている。

## 斐陀国造肥田氏
『類聚符宣抄』に康保五年、天禄四年、永祚二年に肥田宿禰維延が見え、『朝野群載』巻十六に「左少史肥田宿禰」と見える人物と同一人物と見られる。この肥田宿禰姓の一族は古代飛騨国の豪族であった斐陀国造の後裔とする説がある。

## 美濃肥田氏
現在の岐阜県土岐市肥田町を発祥の地としているが、歴史の流れと共に居を変え可児肥田氏、尾張肥田氏、伊勢肥田氏、中津川肥田氏、近江肥田氏、江戸肥田氏が確認されている。家紋は「土岐桔梗」「丸に桔梗」。菩提寺は臨済宗妙心寺派天福寺（現在の肥田町）。
- 土岐浅野光時 - 承久の乱の際、宮方で出陣敗戦後、浅野判官と改名して土岐市浅野の浅野館に蟄居した土岐氏初代土岐光衡の次男・光時が浅野氏の氏祖となる。（現在の土岐市肥田町浅野）
- 肥田光房 - 光時の次男・土岐浅野次郎光房が肥田次郎光房を名乗り、肥田氏の氏祖となった（現在の土岐市肥田町）。

土岐宗家5代土岐頼遠の岐阜長森移転に伴い、可児市へ移転。肥田氏は土岐明智家や土岐石谷家と共に足利将軍家奉公衆（親衛隊）を務め代々将軍から偏諱を受けていた名族で勇猛豪胆で知られる。しかし応仁の乱前後より足利将軍家や土岐宗家が弱体化し、明応4年（1495年）の船田の乱では石丸方に付いて敗北したために、肥田氏は急速に弱体化し、弘治2年（1556年）の斎藤義龍挙兵により四散し、織田信長や明智光秀に仕え、その後、徳川家康に仕える。
- 肥田孫左衛門 - 1556年（弘治2年）、斎藤義龍による明智長山城攻撃時に土田甚助（後の生駒親正）と共に犬山城の織田信清に援軍を要請するが断られる。その後、土田家（信長の母・土田御前の実家）と親戚である生駒家（尾張小折村、現在の愛知県江南市）に食客として土田甚助や木下藤吉郎らと共に迎えられる、1558年（永禄元年）、織田信長が生駒家（信長室吉乃の実家）へ立ち寄った際に木下藤吉郎と共に信長に仕官[2]。1560年（永禄3年）、桶狭間の戦いで勲功を上げ、加増。尾張肥田氏の祖となる。
- 肥田玄蕃助軌休忠政 - 米田城城主、没落した土岐肥田氏の惣領家（菩提寺龍洞寺）となり信長の美濃攻略では信長に帰順し所領安堵される。本能寺の変後、森長可の攻撃を受け加治田城へ移り、軌休忠政の子肥田忠親が美濃金森家に仕えた[3]。
- 肥田忠重　-　徳川家康より尾張藩徳川義直の家老を命じられ、以後、代々孫左衛門を名乗り尾張徳川家の家老職を輩出した。

```
　　　　　　　　　　　　　　
源頼光

　　　　　　　　　　　　　　　┃
　　　　　　　　　　　　　　　┃
　　　　　　　　　　　　　　
源国房

　　　　　　　　　　　　　　　┃
　　　　　　　　　　　　　　
源光基

　　　　　　　　　　　　　　　┃
　　　　　　　　　　　　　 
土岐光衡
1

　　　　　　　　　　　　　　　┣━━━━━━━━━━━┓
　　　　　　　　　　　　　　 
光行
2
　　　　　　　　
土岐浅野光時

　　　　　　　　　　　　　　　┃　　　　　　　　　　　┃
　　　　　　　　　　　　　　 
光定
3
　　　　　　　　
土岐光房
（肥田氏祖）
　      　┏━━━━━━━━━┫　　　　　　　　　　　┃
　　　 
蜂屋定親
　　　　　　　
頼貞
4
　　　　　　　　
肥田光保
　　
　　　　　┃　　　　　　　　　┣━━━━━┓　　　　　┃
　　　　
原師親
　　　　　　　 
頼清
　　　　
頼遠
5
　　
肥田有光
```

### 土岐肥田氏の代表的な人物
- 肥田次郎光房 - 土岐浅野の地で肥田を名乗る。肥田氏祖（1220年（承久2年））。
- 肥田次郎左衛門尉 - 康元2年(1257年)鎌倉御家人として将軍北条時宗警護（2の馬）を行う。[4]。
- 肥田伊豆守四郎頼衡 - 観応3年（1352年）室町幕府初代将軍足利尊氏により伊豆守に任ぜられる。
- 肥田源六満昌 - 明徳3年（1392年）3代将軍足利義満より偏諱を受け、金銀薄直垂、白太刀、左右巻の刀を授かる[5]）。明徳3年（1392年）8月28日相国寺供養参仕人に帯刀とし参拝[6]。
- 肥田信濃守 - 3代将軍足利義満より信濃守に任ぜられる。
- 肥田左馬介持重 - 4代将軍足利義持より偏諱を授かる。応永28年（1421年）、義持公病気平癒祈願を行う。
- 肥田修理介 - 応永31年（1424年）3月21日、御台参宮に供をする[7]。
- 肥田中務少輔 - 6代将軍足利義教の第4番奉公衆[8]。
- 肥田伊豆守持重 - 宝徳元年（1449年）8月28日、八代将軍・足利義成（のちの義政）の初参内に随った帯刀交名に名があり、帯刀として幕府に出仕していた[9]。
- 肥田中務少輔直盛 - 肥田判官、9代将軍足利義尚の第4番奉公衆[10]。
- 肥田孫太郎 - 長享3年（1489年）、船田の乱にて戦死。
- 肥田中務少輔 - 肥田判官、第10代足利義材の第4番奉公衆[11]。船田乱にて土岐元賴に従い戦死。
- 肥田兵部少輔軌吉 - 永正12年（1505年）、米田庄福島に米田城築城、城主。
- 肥田玄蕃家鎮 - 弘治2年（1556年）、斎藤義龍の長山城攻めで戦死。
- 肥田玄蕃允直勝 - 義直、永禄8年9月織田信長に臣従。宇佐山城を浅井・朝倉方の攻撃から守る[12]。天正10年7月19日森長可の攻撃を受け加治田城へ移り討死。墓所龍洞寺
- 肥田玄蕃家澄 - 明智光秀旗本、本能寺の変、山崎の戦いに参陣。
- 肥田玄蕃助軌休忠政 - 永禄3年（1560年）米田城城主。本能寺の変と同時に金山砦を制圧、東濃を抑える[13]。

## 中津川肥田氏
土岐肥田氏肥田玄蕃義直系で明智光秀臣　肥田帯刀則家の正室が東濃中津川に定住し中津川肥田氏の祖となる。
- 肥田帯刀則家 - 肥田玄蕃の子、明智光秀旗下小姓[14]。禁制の地である山崎での戦いを避け勝龍寺での作戦を進言[15]。
- 肥田政平 - 肥田帯刀則宗の子、三右衛門。以降、代々中津川宿問屋役、庄屋を務める
- 肥田九郎兵衛通光（みちてる） - 肥田帯刀10代目、文化11年（1814年）生、字名士考、南画俳諧指導者、平田篤胤3羽鴉、自由民権運動家
- 肥田舜太郎 - 肥田帯刀17代目、医学博士、軍医として広島勤務中に原爆被爆、地下室にいて助かる。直後から救援を行う。日本被団協原爆被爆者中央相談所理事長として活躍。

## 伊勢肥田氏
土岐肥田氏系で土岐肥田三郎太郎衛国が伊勢守護代となり伊勢へ移住した。
- 肥田三郎太郎衛国 - 美濃守護3代光定により伊勢守護代となる。

## 尾張肥田氏
織田信長、豊臣秀吉、徳川家康に仕え尾張大納言義直付属となる。孫左衛門家は、尾張徳川家の城代家老を拝命する　菩提寺は政秀寺（名古屋市中区）
- 肥田文左衛門 - 織田信長より3000石を賜り名古屋家中中老職。尾張肥田氏の祖となる。
- 肥田忠親 - 忠政嫡男、金森長近臣となるも金森家断絶により1612年（慶長17年）徳川家康に召されて仕える。1000石。
- 肥田孫左衛門忠重 - 徳川家康の命により尾張徳川家家老、2000石。名古屋城三の丸10居住[16]。
- 肥田利勝 - 忠重の子。母は生駒利豊の娘。母の生家へ戻り、養子として生駒宗家を継ぐ（＝第6代生駒家当主・生駒大膳利勝）。→生駒氏
- 肥田孫三郎忠寅 - 尾張徳川家家老、尾張徳川家徳川義直より2000石。源氏物語資料を収集。名古屋城三の丸75居住[16]。
- 肥田喜内 - 尾張徳川家家臣、名古屋城三の丸90居住[16]。

## 近江肥田氏
肥田文左衛門弟肥田与左衛門が織田信長の命により小谷へ移住。近江肥田氏の祖となる。菩提寺は小谷寺。
- 肥田与左衛門 - 永禄10年（1567年）織田信長の命によりお市の方輿入れに警護役として小谷へ赴き城下に居住。小谷城下に3000石を知行する。
- 肥田加兵衛 - 徳川家康の命により代々、小谷城下の伊部・郡上・留目・別所他を拝領し1800石代官職、伊部宿本陣を務める、その後彦根藩に附属し藩の酒吟味改も務める[17]。

## 江戸肥田氏
武蔵国埼玉郡（榛沢、比企郡）、上総国を知行し、徳川幕府の旗本あるいは幕閣として江戸に居住した。家紋は「丸に桔梗」。菩提寺牛込蒼龍山松源寺（現、下落合松源寺）。
- 肥田忠頼 - 忠親嫡男、寛永元年（1624年）徳川秀忠に拝謁、小姓組番士となる。武蔵国埼玉郡に400石を知行。慶安3年（1650年）徳川家綱に付属し西城御書院番、小普請となる。
- 肥田頼次 - 天和2年（1682年）徳川綱吉に拝謁、大番、組頭。
- 肥田頼時 - 享保2年（1717年）徳川吉宗に拝謁、大番、250石。
- 肥田十郎兵衛頼常 - 従五位下豊後守3000石。安永5年（1776年）表御右筆、天明4年（1784年）奥右筆、寛政3年（1791年）組頭、同4年（1792年）御勘定吟味役組頭、同10年（1798年）日光東照宮御霊屋普請、寛政11年（1799年）から文化3年（1806年）まで長崎奉行職、天草乱後、治安安定経済復興のため製陶所を設け天草焼、のち亀山焼を作る。在任中、ロシアの外交官ニコライ・レザノフが長崎に来航した際には、遠山景晋と共に事態を無事終息。文化3年（1806年）小普請奉行、作事奉行を歴任。文化7年（1810年）勘定奉行に就任した。文化12年（1815年）西丸留守居となった。

- 肥田頼存（よりつぐ） - 新三郎、武蔵、上総に500石を領す。

## 豆州肥田氏

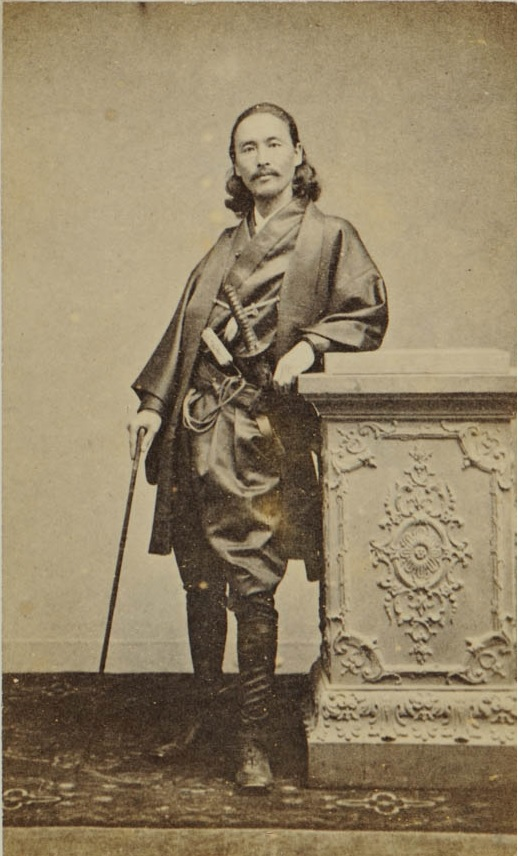
肥田浜五郎

発祥は伊豆国田方郡肥田村（現在の静岡県函南町肥田）であるが戦乱を避け伊豆国賀茂郡八幡野村へ移住した。
土岐系説では土岐肥田頼衡が観応3年（1352年）伊豆守に任ぜられ次男肥田二郎を守護代として肥田村に定住させた説がある。
また伊豆の古代豪族伊豆国造の系統の値氏子孫・肥田宿禰の子孫説がある。平安期に発祥地に居住し肥田氏を称し、在庁官人となる。
その他、藤原時代を築いた秦氏の「はた」が「ひだ」に転化したとの説もある。
北条氏直に仕え、いったん帰農した後に徳川家康に仕え、水戸徳川家の家老、高松藩家老を勤める。幕末明治期に活躍。

### 豆州肥田氏の代表的な人物
- 肥田二郎景明 - 豆州肥田氏祖
- 肥田政長 - 1581年（天正9年）、北条氏直に仕える。
- 肥田中務丞 - 後北条氏家臣、永田陣屋（現横浜市南区永田町宝林寺裏手の丘）代官。[18]
- 肥田和泉守政勝 - 徳川家康に仕える。1500石(1596-1615）[13]
- 肥田善太夫 - 下館藩100石[19]、藩主と共に讃岐高松へ移封。
- 肥田源左衛門 - 下館藩籾60俵[19]、藩主とともに讃岐高松へ移封。
- 肥田幸十郎 - 肥田和泉の孫。承応3年（1654年）、讃岐高松藩へ移封、350石[20]。
- 肥田半兵衛 - 肥田幸十郎の子。讃岐高松藩、500石。江戸年寄のちに御国勝手年寄となる[20]。
- 肥田因幡守政業 - 娘が白井氏十七代、水戸白井氏四代の白井秀胤（1715年（正徳5年） - 1787年（天明7年））に嫁す。
- 肥田大助 - 水戸徳川家家老。
- 肥田春安 - 前野良沢門下で日本国内で初めて種痘を行った蘭方医、韮山代官江川坦庵に仕える。
- 肥田浜五郎 - 伊豆国賀茂郡八幡野村生れ 諱は為良、春安5男、長崎海軍伝習所2期生（榎本武揚同期生）、幕府軍艦操練所頭取、勝海舟、福沢諭吉らと共に咸臨丸で訪米。日本の造船の父といわれる。岩倉使節団理事官。
- 肥田昭作 - 浜五郎の子、明治維新後、文部省に入り東京英語学校（東京大学の前身）校長、福沢諭吉の交詢社に自宅を提供するなど設立に尽力、その後三菱合資会社、第十五銀行に移る。慶應義塾幼稚舎の創立に関与。

## 遠江肥田氏
藤原北家利仁流加藤氏の流れを汲む遠山氏の支流で、家紋は「三つ盛酢漿草」。
- 肥田源四郎 - 足利将軍一番奉公衆[21]
- 肥田兵庫助 - 足利将軍二番奉公衆[21]
- 肥田助太郎政季 - 宝徳元年（1449年）、8代将軍足利義政より偏諱を授かる。将軍家第20陣張。
- 肥田左京亮兼直 - 二番衆[22]

## 播州肥田氏
現在の兵庫県加東市社を発祥の地としている。播磨国廣野を治めた肥田伊織実道（1185年・寿永4年）が始祖。
　土肥弥太郎遠平と多田八重女との長男、多田弥一郎実道が後に伊織と改名し、源義経より土肥・多田のそれぞれの一字を取り結んだ苗字を勧められ、肥田伊織実道と改名したことから始まる。
- 多田八重女は源平の戦いの際に源義経が京の都から一の谷に行軍途中の三草山の戦いで義経からの合力の要請に応えた播磨国廣野（現在の加東市社）を治めていた多田四郎頼道の娘
- 多田四郎頼道は多田源氏の多田高実と同一人物と言われている（源満中－源頼光－源頼国－源頼綱－多田明国－源行国－多田頼盛－多田行綱・多田知実・能瀬高頼・多田高実）
- 土肥弥太郎遠平は源義経と行軍した侍大将の土肥次郎実平の嫡男。のちの小早川氏の始祖。
- 三草山の戦いの後、多田四郎頼道の家に源義経一行が立ち寄り、一酒を饗応した際に義経が「幸いなるかな、土肥弥太郎は未だ定まる妻これなく、多田の息女と婚礼を致すべし」と勧め、土肥弥太郎遠平は持病の腹痛が発症し、そのまま当地にてしばらく逗留の際に結ばれ、多田八重女が懐妊した。弥太郎遠平は全快した後、西国の八島へ出立したとされる。

## その他肥田氏
- 肥田左衛門晋 - 奥城（田口城）城主（兵庫県神崎郡）。文久3年（1863年）11月14日、生野の変で但州妙見山にて同志とともに自刃、辞世「かかるとき唯いつまでもながらへてかつてこころを国にむくはん」[23]。
- 肥田孫兵衛 - 静岡県佐久間機織淵